# Marie af Mecklenburg-Schwerin (1854-1920)
 For alternative betydninger, se Marie af Mecklenburg-Schwerin. (Se også artikler, som begynder med Marie af Mecklenburg-Schwerin)
Marie af Mecklenburg-Schwerin, i Rusland kaldet Maria Pavlovna (russisk: Мария Павловна tr. Marija Pavlovna), (14. maj 1854 – 6. september 1920) var en tysk prinsesse af Mecklenburg-Schwerin, der var russisk storfyrstinde som ægtefælle til Storfyrst Vladimir Alexandrovitj af Rusland, en yngre søn af kejser Alexander 2. af Rusland.

## Biografi
Marie blev født den 14. maj 1854 på Ludwigslust Slot i Mecklenburg som hertuginde af Mecklenburg-Schwerin. Hun var tredje barn og første datter af Storhertug Frederik Frans 2. af Mecklenburg-Schwerin i hans første ægteskab med Prinsesse Augusta af Reuss-Köstritz.
Marie giftede sig den 28. august 1874 i Sankt Petersborg med Storfyrst Vladimir Aleksandrovitj af Rusland, en yngre søn af kejser Aleksandr 2. og kejserinde Maria Aleksandrovna af Rusland.
Storfyrst Vladimir døde i 1909. Maria Pavlovna flygtede fra Rusland i 1920 efter Den Russiske Revolution.
Storfyrstinde Maria Pavlovna døde den 6. september 1920 i sin villa i Contrexéville i Frankrig.

## Børn
Storfyrstinde Maria Pavlovna og Storfyrst Vladimir fik fem børn:
- Storfyrst Aleksandr (1875-1877)
- Storfyrst Kirill (1876-1938), senere overhoved for Romanov-familien i eksil.

∞ 1905 Prinsesse Victoria Melita af Sachsen-Coburg og Gotha (1876-1936)
- Storfyrst Boris (1877-1943)

∞ 1919 Zinaida Sergejevna Rashevskaja (1898-1963)
- Storfyrst Andrej (1879-1956)

∞ 1921 Matilda Feliksovna Ksjesinskaja (1872-1971)
- Storfyrstinde Helena (1882-1957)

∞ 1902 Prins Nikolaos af Grækenland (1872-1938)